# Le Vieux Sultan
Le Vieux Sultan   est un conte populaire faisant partie des Contes de l'enfance et du Foyer

## Résumé Du Vieux SULTAN
Un paysan possédait un vieux chien fidèle, nommé SULTAN , tellement âgé qu'il n'avait plus de dents. Le paysan le considéra comme un fardeau et  dit à sa femme qu'il allait le tuer malgré ses bons et loyaux services.
Le chien ayant entendu la conversation alla chercher le loup, considéré comme un ami, et lui expliqua la situation. Le loup lui proposa le stratagème suivant : le lendemain, pendant que le couple irait retourner leur foin, le loup ira kidnapper leur enfant qui les accompagne ; il ne restera plus qu'au chien de poursuivre le loup qui lâchera plus loin le butin, le chien qui reviendra avec l'enfant sain et sauf retrouvera la considération de son maître.
Le plan se déroule comme prévu et le chien put finir ses jours paisiblement.
La morale de ce conte est que « « même un loup peut parfois donner un conseil utile. Je n'engage pourtant pas tous les chiens à aller demander au loup un conseil, surtout s'ils n'ont plus de dents » ».